# Premi Nacional d'Audiovisual
El Premi Nacional d'Audiovisual formà part dels Premis Nacionals de Cultura i fou concedit anualment per la Generalitat de Catalunya, reconeixent la trajectòria professional de cada guardonat en la seva categoria i amb una dotació de 18.000 euros.
El premi fou designat per un jurat encapçalat pel Conseller de Cultura i fou atorgat en una cerimònia presidida pel President de la Generalitat, conjuntament amb la resta de Premis Nacionals de Cultura.
Des de la seva creació fins al 2005 aquesta categoria fou anomenada Premi Nacional de Cinema i d'Audiovisual, exceptuant l'any 1999 que es concedí per separat. A partir d'aquest any adopta el nom definitiu de Premi Nacional d'Audiovisual. A principis d'abril de 2013 es va fer públic que el Govern de la Generalitat de Catalunya reduïa els premis Nacionals de Cultura de 16 a 10 guardonats, i n'abolia les categories, creant un sol guardó de Premi Nacional de Cultura, amb la intenció de "tallar el creixement il·limitat de categories".

## Guanyadors
Des del 2005 el Premi Nacional d'Audiovisual s'ha atorgat a:
- 2005 — Col·lectiu Drac Màgic (per la Mostra Internacional de Films de Dones)
- 2006 — Lala Gomà (per la seva trajectòria professional)
- 2007 — Manuel Barrios (per la direcció del programa televisiu Una mà de contes)
- 2008 — Infos Idiomes (programa de Barcelona TV)
- 2009 — Animac
- 2010 — Pere Secorún (pel programa Thalassa)
- 2011 — Mariona Omedes[3]
- 2012 — Franc Aleu